# Gle Dataraya (berg i Indonesien, lat 5,61, long 95,45)
Gle Dataraya är ett berg i Indonesien.   Det ligger i provinsen Aceh, i den västra delen av landet, 1 800 km nordväst om huvudstaden Jakarta. Toppen på Gle Dataraya är 336 meter över havet.
Terrängen runt Gle Dataraya är kuperad österut, men västerut är den platt. Havet är nära Gle Dataraya åt nordost. Runt Gle Dataraya är det tätbefolkat, med 257 invånare per kvadratkilometer. Närmaste större samhälle är Banda Aceh, 15,2 km väster om Gle Dataraya. Omgivningarna runt Gle Dataraya är en mosaik av jordbruksmark och naturlig växtlighet.